# クリスティアン・パヌッチ
クリスティアン・パヌッチ（Christian Panucci, 1973年4月12日 - ）は、イタリア・サヴォーナ出身の元サッカー選手、現サッカー指導者。現役時代のポジションはDF。元イタリア代表。

## クラブ経歴
郵便局員の父とチェコ人の母親を持つ元イタリア代表ディフェンダー。ジェノアCFCでプロのキャリアをスタートさせた。1993-94シーズンにACミランに移籍、11節のミラノダービーで得点を決めるなど、次第にファビオ・カペッロからの信頼を得て、翌シーズン、これまで絶対的なレギュラーを務めていたマウロ・タソッティからほぼポジションを奪った。ミランでは2度のリーグ制覇、UEFAチャンピオンズリーグ優勝などのタイトルを獲得した。1996年頃にはアーセナルからのオファーがあったが、チームにとって重要な選手であったことから、フロントはオファーが有ったことさえも知らせなかった。
1996-97シーズン途中、アリゴ・サッキ新監督との関係が上手くいかず、レアル・マドリードを率いていたカペッロ監督に誘われてレアル・マドリードへと移籍、レアル・マドリードでプレーした初めてのイタリア人選手となった。ここでは本来のサイドバックだけでなく、センターバックとしてもプレーし、2シーズン半レギュラーを務め、96試合に出場した。1996-97シーズンリーガ・エスパニョーラ、1997-98シーズンUEFAチャンピオンズリーグや1998年インターコンチネンタルカップでも先発出場して優勝を成し遂げた。1999-00シーズン、マルチェロ・リッピ監督が獲得を希望してインテル・ミラノへ移籍した。当初は良好な関係性であったが、シーズン終盤、2試合連続でベンチスタートとなった、2000年4月22日のバーリ戦で行き違いがあり、以降試合の遠征メンバーにも入らなくなった。その後、チェルシーに移籍した。
2002年、カペッロ監督の希望でASローマに加入。ローマでは副キャプテンを務めるなどセンターバックや両サイドバックで活躍していたが、2009年1月にスタメン起用の少なさに不満を持ち、ベンチ入りを拒否。退団こそしなかったものの、フロントと対立。UEFAチャンピオンズリーグの出場登録選手から外され、パヌッチがルチアーノ・スパレッティに謝罪するまで約1ヵ月間、試合を欠場することとなった。2009年7月、ローマとの契約が満了したためパルマFCへ移籍。
パルマでは主力として17試合に出場し、前半戦を4位で終了したパルマの快進撃に貢献したが、2010年2月23日に一身上の都合でパルマとの契約を解除し、退団した。その後どのクラブにも所属していなかったが、2010年8月に現役引退を発表した。

## 代表経歴
1993年11月17日のワールドカップ予選、ポルトガルとの対戦で初召集された。EURO1996では予選には出場したが、本大会前に当時のアッリーゴ・サッキ監督と対立しメンバーリストから漏れてしまう。
1998年のワールドカップフランス大会でも本大会のメンバーから漏れたが、2002年のワールドカップ日韓大会でイタリアの全4試合に出場した。2004年のユーロでもレギュラーとしてプレーした。しかし、不仲なマルチェロ・リッピ監督が就任して以降召集されなかった。ASローマで好調なプレーを見せ、リッピと良好な仲であったローマのルチアーノ・スパレッティ監督も召集するように働きかけたが、2006年ワールドカップドイツ大会のメンバーからも外れた。その後監督がロベルト・ドナドーニに代わってからは代表に招集されていた。EURO2008予選のスコットランド戦では後半終了間際にアンドレア・ピルロのフリーキックをヘディングで決める決勝点を挙げ、イタリアの本戦出場を決めた。EURO2008ではファビオ・カンナヴァーロの怪我によりセンターバックとして出場。グループリーグのルーマニア戦ではアドリアン・ムトゥにPKを与えてしまう（PK自体はジャンルイジ・ブッフォンがセーブ）が、自らゴールを決めて引き分けに持ち込んだ。大会終了後、ドナドーニが退任し、再びリッピが就任すると、その後代表に招集されることはなかった。

## 現役引退後
現役引退後、SKY Italia専属のサッカー解説者に転身し、2012年3月19日にUSチッタ・ディ・パレルモのテクニカルディレクターに就任するも、マウリツィオ・ザンパリーニ会長との衝突でわずか1か月で辞任。
同年7月23日、恩師カペッロ率いるロシア代表のアシスタントコーチに就任。2015年3月に同職を退任して、セリエBのASリヴォルノ・カルチョの監督に就任した。同年11月25日に解任されるがクラブはそれ以後もリーグ下位に沈み、翌年1月27日にボルトーロ・ムッティに代わりリヴォルノの指揮官の座に復帰した。
2017年7月19日、アルバニア代表の監督に就任した。2019年3月23日、成績不振が原因で解任された。

## エピソード
- 1996年のアトランタ五輪時にはトランス・ワールド航空800便墜落事故を起こした機体に乗る予定であったが、寸前で回避し事故をまぬがれるという幸運も経験している[5]。

- ミラン時代に指導を受けたファビオ・カペッロ監督に重宝され、カペッロが監督を務めたレアル・マドリード、ローマに呼び寄せられただけでなく、引退後にカペッロがロシア代表監督に就任するとアシスタントコーチを務めた[5]。

## 代表歴

### 出場大会
- イタリア代表
  - 2002 FIFAワールドカップ (ベスト16)

### 試合数
- 国際Aマッチ 56試合 4得点（1994年-2008年）[12]

| イタリア代表 | 国際Aマッチ | 国際Aマッチ |
| 年           | 出場        | 得点        |
| ------------ | ----------- | ----------- |
| 1994         | 3           | 1           |
| 1995         | 0           | 0           |
| 1996         | 1           | 0           |
| 1997         | 3           | 0           |
| 1998         | 3           | 0           |
| 1999         | 9           | 0           |
| 2000         | 1           | 0           |
| 2001         | 0           | 0           |
| 2002         | 11          | 1           |
| 2003         | 9           | 0           |
| 2004         | 7           | 0           |
| 2005         | 0           | 0           |
| 2006         | 0           | 0           |
| 2007         | 3           | 1           |
| 2008         | 6           | 1           |
| 通算         | 56          | 4           |

## 獲得タイトル

### クラブ
ミラン
- スーペルコッパ・イタリアーナ : 1993, 1994
- セリエA : 1993-94, 1995-96
- UEFAチャンピオンズリーグ : 1993-94
- UEFAスーパーカップ : 1994

レアル・マドリード
- リーガ・エスパニョーラ : 1996-97
- スーペルコパ・デ・エスパーニャ : 1997
- UEFAチャンピオンズリーグ : 1997-98
- インターコンチネンタルカップ : 1998

チェルシー
- チャリティ・シールド : 2000

ローマ
- スーペルコッパ・イタリアーナ : 2007
- コッパ・イタリア : 2006-07, 2007-08

### 代表
イタリア U-21
- UEFA U-21欧州選手権 1994, 1996

### 個人
- ブラヴォー賞 : 1994